# Глухенький, Тимофей Титович
Тимофей Титович Глухенький (4 февраля 1902 года, с. Жадово — 28 сентября 1980 года, г. Киев) — украинский советский терапевт, доктор медицинских наук (1938), профессор (1938). Заслуженный деятель науки Украинской ССР (1968).

## Биография
Родился 4 февраля 1902 года в селе Жадово (ныне — Семеновского района Черниговской области Украины).
Учился в школе № 2 г. Чернигова. В 1925 году окончил медицинский факультет Северо-Кавказского (теперь Южный федеральный) университета. В 1929 года защитил кандидатскую диссертацию.
Место работы: в 1925—1937 годах работал в этом вузе: врачом (1925—1929), ассистентом (1929—1931), доцентом кафедры терапии (1931—1938), по совместительству деканом медицинского факультета (1931—1938).
В дальнейшем работал в разных ВУЗах СССР:
- Заведующий кафедрой терапии (1938—1941), в 1938—1940 годах по совместительству — заместитель директора по учебной работе Ижевского медицинского института (ныне Ижевская государственная медицинская академия);
- Заведующий кафедрой терапии (1941—1944), по совместительству заместитель директора по учебной работе Северо-Осетинского медицинского института в городе Орджоникидзе;
- Заведующий кафедр госпитальной (1944—1945 и 1950—1957) терапии, в 1946—1950 годах — пропедевтической терапии, с 1944 года по совместительству — директор Львовского медицинского института (ныне Львовский национальный медицинский университет имени Данила Галицкого);
- Заведующий (1957—1975), в 1975—1980 годах — профессор кафедры терапии педиатрического факультета Киевского медицинского института (ныне Киевский медицинский университет УАНМ).

Тимофей Титович Глухенький скончался 28 сентября 1980 года, похоронен в Киеве на Байковом кладбище (участок № 33).

## Научная деятельность
Научные исследования Т. Т. Глухенького посвящены диагностике и лечению заболеваний желудочно-кишечного тракта, сердечно-сосудистой и дыхательной систем; болезней крови и кроветворения; лечению и профилактике эндемического зоба в Западных областях Украины. Он изучал лечебные действия курортных факторов, в частности бальнеотерапию на курортах Трускавце, Моршине, Любине Великом; состояние гипофиз-надпочечниковой системы у больных с поражениями внутренних органов.
В разное время подготовил 40 кандидатов наук.

## Труды
Т. Т. Глухенький является автором около 100 научных работ, включая монографии. Основные его работы:
- «Содержание глютатиона в крови больных с внутренними заболеваниями». Клин Мед 1936;
- «Лечение отечных больных хлористым аммония и механизм действия этой соли» (докторская диссертация). Ростов-на-Дону, 1937;
- «Курорт ВАРЗ-Ятчи и его лечебные свойства». Киев, 1940;
- «Клиника зоба в Западных областях Украины». 1947;
- «Терапевтическое действие бальнеологических ресурсов местных курортов — Трускавца, Моршина, Любин Великого». 1950;
- «Лечение пневмонии внутривенно введением сульфазол». 1959;
- «Зобная болезнь». Киев, 1959;
- «Сердечно-сосудистая недостаточность при тиреотоксикозах и ее лечение». В книге: Труды VII съезда терапевтов УССР, Киев, 1962 (в соавторстве);
- Курорт Трускавец и его лечебные факторы. К., 1958 (в соавторстве).